# Cercopithecinae
Le Cercopitecine (Cercopithecinae, Gray, 1821)  sono una sottofamiglia di scimmie Cercopitecidi, che comprende le tribù dei Papionini e dei Cercopitecini.

## Distribuzione
La maggior parte delle specie vive nell'Africa subsahariana, ma i macachi sono diffusi anche in regioni dell'Asia, nell'Africa settentrionale e a Gibilterra. Gli habitat sono molto vari, dalla foresta pluviale a zone rocciose.

## Descrizione
Tutte le specie hanno canini di grandi dimensioni e pollici ben sviluppati. L'aspetto generale varia nettamente tra le specie adattate alla vita arboricola e quelle che svolgono prevalentemente attività al suolo: le prime sono snelle e hanno una lunga coda, le seconde hanno una corporatura più massiccia e una coda corta, che può ridursi a un semplice moncone o addirittura ad un residuo vestigiale.

## Biologia
Tutte le specie sono diurne e vivono in gruppi. La maggior parte delle specie sono onnivore.
La gestazione dura tra sei e sette mesi e viene alla luce un solo cucciolo. La maturità sessuale giunge tra 3 e 5 anni di età; l'aspettazione di vita in alcune specie può arrivare a 50 anni.

## Tassonomia
La sottofamiglia comprende 72 specie, raggruppate in 12 generi e due tribù:

### Sottofamiglia Cercopithecinae
- Tribù Cercopithecini
  - Genere Allenopithecus (1 specie)
  - Genere Allochrocebus (3 specie)
  - Genere Cercopithecus (22 specie)
  - Genere Chlorocebus (6 specie)
  - Genere Erythrocebus (1 specie)
  - Genere Miopithecus (2 specie)
- Tribù Papionini
  - Genere Cercocebus (6 specie)
  - Genere Lophocebus (3 specie)
  - Genere Macaca (22 specie)
  - Genere Mandrillus (2 specie)
  - Genere Papio (6 specie)
  - Genere Rungwecebus (1 specie)
  - Genere Theropithecus (1 specie)

## Alcune immagini

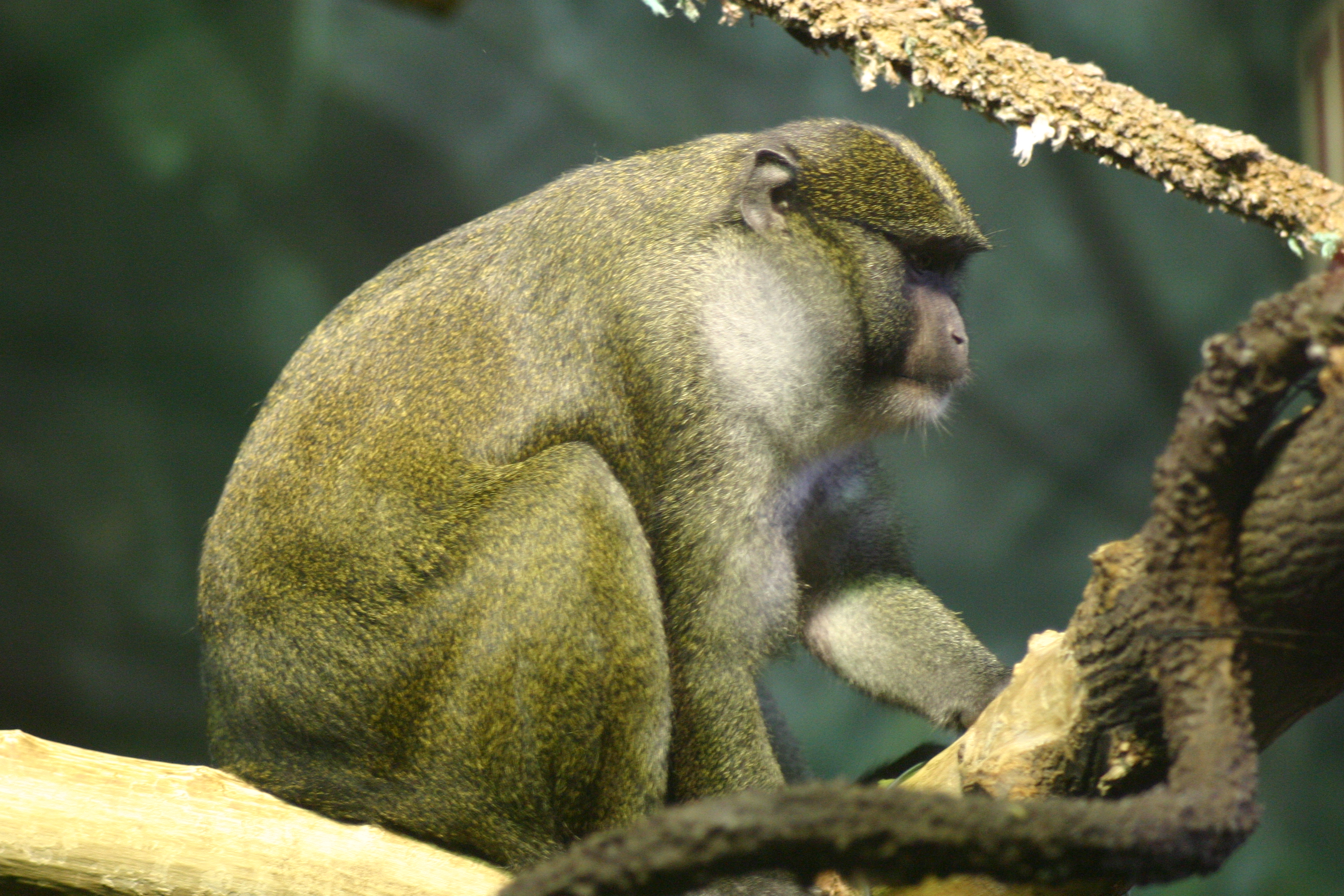
Cercopiteco di palude Allenopithecus nigroviridis
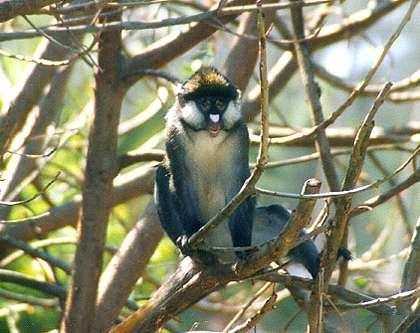
Cercopiteco nasobianco Cercopithecus ascanius
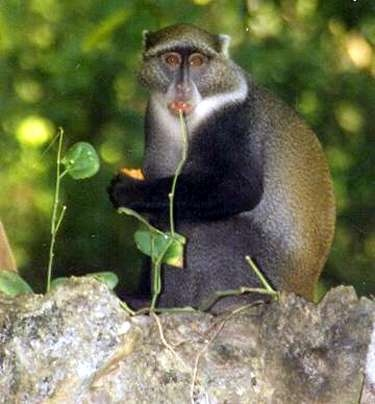
Cercopiteco dal diadema Cercopithecus mitis
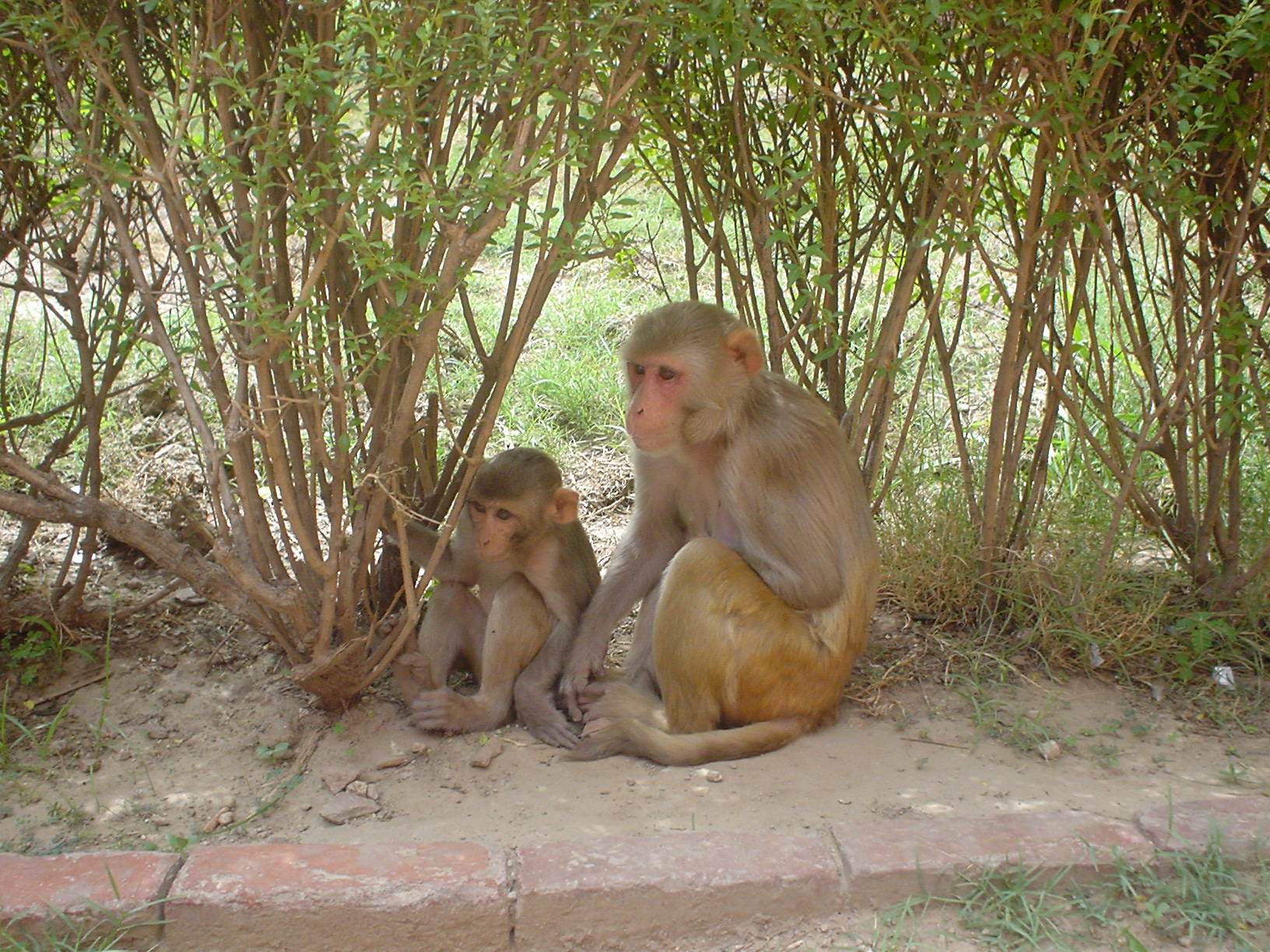
Macaco rhesus Macaca mulatta
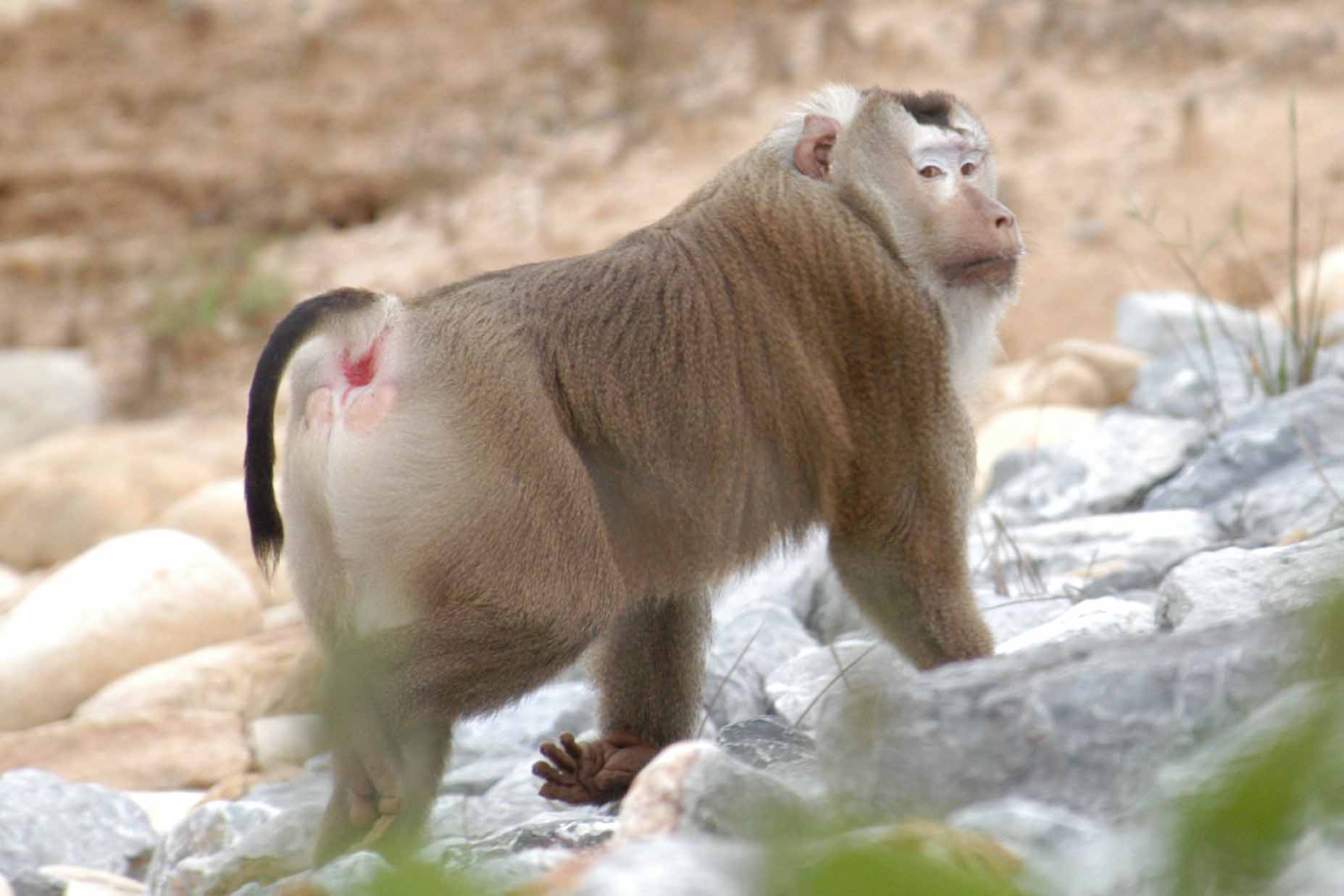
Macaco nemestrino Macaca nemestrina
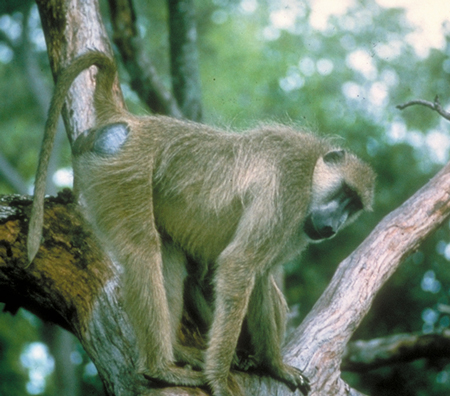
Babbuino giallo Papio cynocephalus
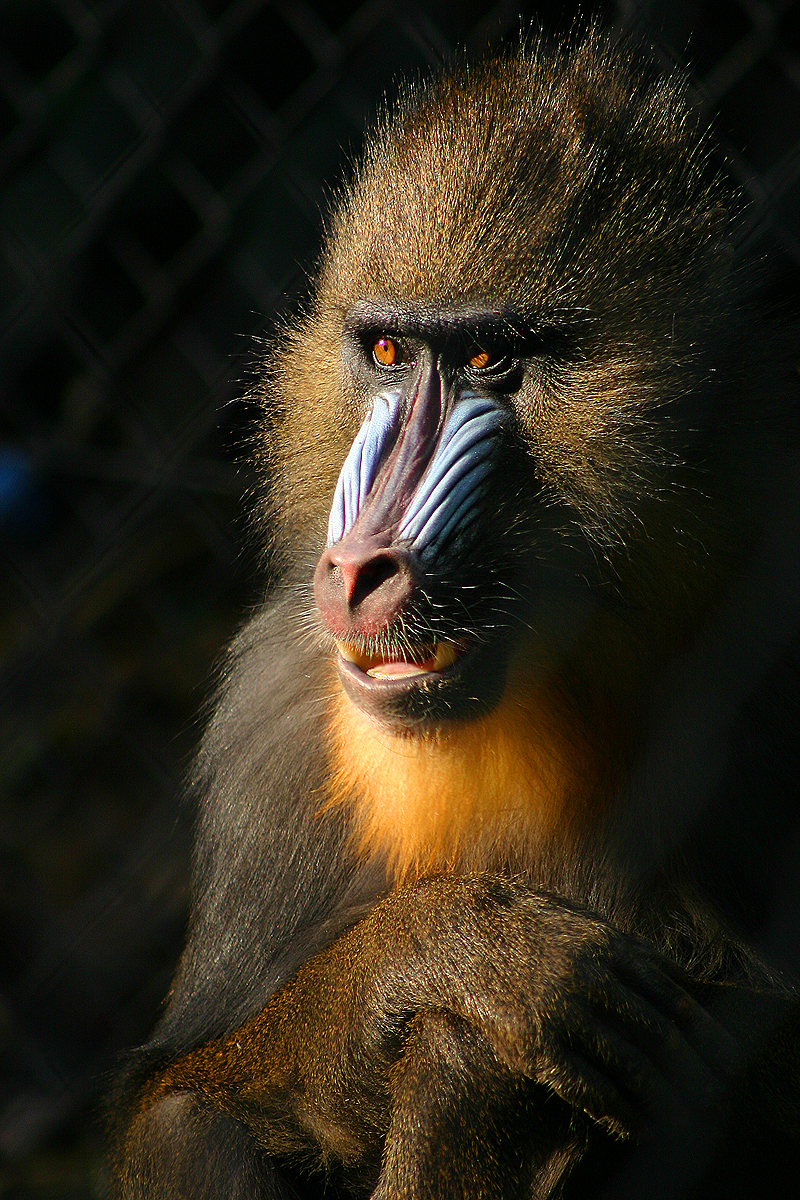
Mandrillo Mandrillus sphinx
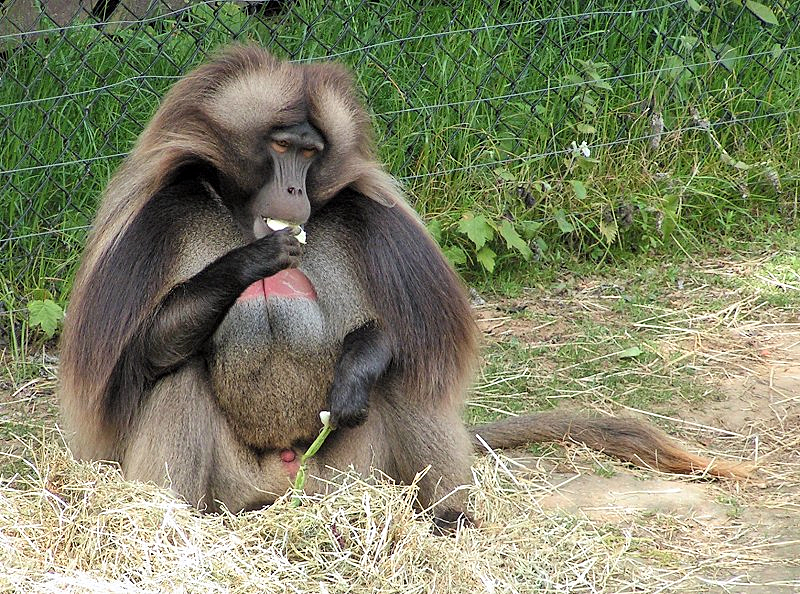
Gelada Theropithecus gelada